# Ergocalciferolo
L'ergocalciferolo è una vitamina appartenente al gruppo della vitamina D. È anche conosciuto come vitamina D2 il cui nome sistematico è (3β,5Z,7E,22E)-9,10-secoergosta-5,7,10(19),22-tetraen-3-olo.
Il precursore biologico dell'ergocalciferolo è l'ergosterolo il quale viene trasformato nell'ergocalciferolo per azione della luce ultravioletta.
Viene usato come substrato dall'enzima mitocondriale CYP27A.